# Sabrina Schepmann
Sabrina Schepmann (Künstlername Sabrina Sandford, * 1. Juni 1981 in Nauen) ist ein deutsches Fotomodell, Schönheitskönigin, Fotografin, Sängerin sowie Schauspielerin.

## Karriere
Nachdem Sabrina Schepmann schon Miss Havelland 1999 war, wurde sie als Miss Ostdeutschland am 11. Januar 2000 in Kaiserslautern zur ersten Miss Deutschland gekürt.
Bereits drei Monate später, am 17. April, wurde sie – ebenfalls in Kaiserslautern – zur Miss Intercontinental gekrönt.
Der Miss-Deutschland-Erfolg brachte ihr eine Statistenrolle im Hollywood-Streifen Millenniums End, der im gleichen Jahr im kanadischen Vancouver gedreht wurde. Nach der Wahl zur Miss Intercontinental spielte sie in Sanctimony – Auf mörderischem Kurs an der Seite von Casper Van Dien mit.
Anschließend arbeitete sie als Model für Armani, Versace und Victoria’s Secret. Derzeit arbeitet Schepmann als Fotografin und Sängerin (dreijährige Ausbildung im klassischen Gesang sowie zwei Jahre Jazz und Soul).